# Club Náutico de Jávea
El Club Náutico de Jávea se sitúa en el municipio de Jávea (Alicante) España. 

## Historia
Fundado el 5 de abril de 1958, la sede social del club se situaba en un edificio perteneciente a al club, que luego se conoció como "casa del contramaestre", hasta su demolición en 1993. El actual edificio social data de 1964. 

## Instalaciones
El CNJ gestiona 379 amarres en el puerto deportivo de Jávea, para una eslora máxima permitida de 22 metros, con un calado máximo de 7 m. Ofrece agua potable, electricidad 220 v., teléfono público, buzón de correos, partes meteorológicos, 20 duchas, recepción 24 horas, hielo, pequeñas reparaciones mecánicas, recogida de aceites usados, recogida de aguas de sentina y fecales, recogida de basuras, travel-lift 65 Tn, grúas de hasta 6,3 Tn, bar-restaurante, piscina, aparcamiento gratuito, servicio de seguridad con personal propio, servicio de salvamento, servicio contra incendios, y asistencia sanitaria en verano.
El puerto cuenta con el distintivo de Bandera Azul desde 1988

## Actividad deportiva
La actividad deportiva del club viene incrementándose desde 1974, cuando tomó impulso con el nombramiento de Federico Gimeno Shaw como comodoro del club, y el inicio de las ediciones de la "semana de la vela". A partir de 1976 se constituye el Trofeo Sir Thomas Lipton. En 1999 se constituye el equipo de regatas FERMAX-CLUB NAUTICO DE JAVEA, lo que permite competir al más alto nivel a los alumnos de la escuela de Vela del club. 
Las flotas de vela ligera más activas del club son las de las clases Optimist, 420 y Laser.
Además de la de Vela, otras secciones deportivas del club son las de Pesca y Buceo.

## Deportistas
Mateo Carbonell fue medalla de bronce en el Campeonato Mundial de Optimist de 2024.